# B.G.
Christopher Dorsey, mer känd under artistnamnet B.G., född 3 september 1980, är en amerikansk rappare från New Orleans i Louisiana. Artistnamnet B.G. är en förkortning av Baby Gangsta.

## Album
Album släppta av B.G.:
- 1995
  - True Story
- 1997
  - It's All on U, Vol. 1
  - It's All on U, Vol. 2
- 1999
  - Chopper City
- 2000
  - Checkmate
- 2003
  - Livin' Legend
- 2004
  - Life After Cash Money
- 2005
  - The Heart of tha Streetz, Vol. 1
- 2006
  - The Heart of tha Streetz, Vol. 2 (I Am What I Am)
  - PLay it How it Go
- 2007
  - We got This
- 2008
  - Hood Generals
  - Champion
  - Life in the Concrete Jungle
  - From BG to OG
- 2009
  - Chopper City Radio
  - Chopper City Radio 1.5
  - Built to Last
  - Too Hood 2 Be Hollywood
- 2010
  - Hollyhood